# リボーン (家庭教師ヒットマンREBORN!)
リボーンは、天野明の漫画作品『家庭教師ヒットマンREBORN!』に登場する架空の人物。
担当声優はニーコ、大人になったリボーンは成田剣が演じる。舞台版では、アニメと同様にニーコが演じる。

## 人物
10月13日生まれの天秤座。血液型不明。身長40cm、体重3.7kg。出身国不明。好きな飲み物はエスプレッソコーヒー。好物はボンゴレフィットチーネ、奈々（ツナの母）の作った食事。趣味は昼寝、ツナの教育、武器の手入れ。チャームポイントはもみ上げ。少なくとも4人の愛人を持ち、ビアンキはその4番目。季節によりカブトムシやトンボを部下に情報収集をする。
外見は2頭身の赤ん坊。愛銃はチェコ製のCz75の1ST（アニメ版ではレオンが変化した銃を使用）。早撃ちのタイムは0.05秒以下という腕前である。黒帽子に黒服という出で立ちで、帽子には記憶形状カメレオンのレオンを乗せている。
本職は凄腕で知られる殺し屋（ヒットマン）。その傍ら頼りないボス候補者を鍛え上げる家庭教師をしており、少なくとも物語の8年前にはディーノを指導していた。その後、ボンゴレIX世の要請を受け、沢田綱吉をボンゴレX世に相応しい人物へと鍛えるべく来日した。なお、ボンゴレIX世と「生徒の勝負には手は出さない」という誓いを立てており、重要な局面においては葛藤するツナやディーノを叱咤し、覚悟と決断を促す発言をする。
ツナやファミリーには妥協を一切許さず、厳しい態度をとる反面、一般人に対しては優しく接する。「格下は相手にしない」「自分のパシリは自分で締める」など、独自の美学（ツナ曰く「リボーン美学」）を持つ。クールだが無表情なため、後先考えずに行動しているように見える節があり、基本的に何を言われても感情を荒らげたり、冷静さを失うことも滅多にないが、格下に馬鹿にされると激昂する。一般常識に興味がなく、強引かつ理不尽なことが目立ち、主にツナが被害に遭う。
ツナを含むほとんどの人物からは呼び捨てで呼ばれるが、獄寺やバジルからは「さん」付け、ハルからは「ちゃん」付け、京子と奈々からは「君」付け、山本からは「小僧」、雲雀からは「赤ん坊」とそれぞれ呼ばれている。

### 変装
作中では様々な人や物に変装するが、なぜかツナ以外には見破れないほどの完璧さを誇る。中には変装というより仮装やコスプレの域のものもあり、時として女装もする。リボーンの変装に伴い、レオンもそれにまつわるものに変身する。なお、アニメ『VSヴァリアー編』DVDジャケット背表紙やCCGなどのメディアミックスものでは、他の作中キャラのコスプレも披露している。
変装の代表的なものにとして、以下の例が存在する。
パオパオ老師
タイのムエタイの達人。たびたび笹川了平の前に姿を現す。
ボリーン博士
天才数学者。時折数学界に現れ、難題を解くとされている。
リボ子
謎の女性。常に自らの髪をしゃぶっている。口癖は「なめないで！」。

### アルコバレーノ
リボーンは呪われた赤ん坊「アルコバレーノ」と呼ばれる7人の一人であり、その証として黄色のおしゃぶりを持つ。
かつては最強の殺し屋として活躍していたが、「運命の日」に“選ばれし7人（イ・プレシェル・ティ・セッテ）”として集められた1人で、何らかの呪いを受けて赤ん坊の姿になった。直後はそのことをすぐには受け入れられなかったが、長い放浪の末に受け入れる決心をし、Dr.シャマルの助けにより、過去の経歴を抹消して現在に至る。
ボンゴレリング争奪戦終了時点で年齢は2歳とされているが、「ボリーン」の名で幻の天才数学者として知られていたり、少なくとも8年以上前からディーノの家庭教師を数年間していた。また、ユニから「おじさま」と呼ばれていることから、実年齢はツナたちよりずっと上であることが明らかになっている。
呪われる前は、今と同じスーツと帽子を着用した長身の細身の男であり、眼は今のような丸型ではなく、鋭い眼光を放っていた。また、口癖は「CHAOS（カオス）」だったが、赤ん坊になって以降カ行が上手く発音できないため、「ちゃおっス」になったとのこと。
基本は直接戦うことはないが、戦闘力は赤ん坊になった今でもずば抜けて高く、アニメオリジナルでは守護者全員とツナが束になっても、全くかなわないほどだった。

### レオン
リボーンが帽子の上に乗せている、形状記憶カメレオン。身長25センチメートル、体重0.15キログラム。出身国はイタリア。好きな場所は、リボーンの帽子の上。好物はハエ。趣味はものづくり、変身。好きな形状はダウジング棒（ロッド）、スリッパ。ディーノはレオンを気に入り、リボーンにくれるよう頼んだが却下、代わりにエンツィオをもらう。フゥ太の『マフィアに人気のペットランキング』では第一位だが、その際にも誰にもやるつもりはないと（誰も聞いてもいないのに）コメントしている。
形状記憶の特殊能力を持ち、目にしたことがあるものであれば自分のサイズで好きなものに変化できる（アニメでは、放送コードの関係上でリボーンの銃にも変身する）。何か良くないことが起こる前には尻尾が切れ、形状記憶が不安定になり次から次へと様々な物に変身してしまう。
体内では何らかの加工や製造が行われるらしく、ボンゴレ伝統の素弾を体内に埋め込んで3日寝かせることで「死ぬ気弾」ができ、死ぬ気の炎を防ぐ特殊な糸を生成することもできる（死ぬ気弾と糸は同素材でできている）。
リボーンの生徒に試練が訪れると繭になり、孵ったときには新しいアイテムを生み出す。ディーノの時には、跳ね馬のムチとスポンジスッポンのエンツィオ、ツナの時にはXグローブと小言弾を生み出した。

## 本作の行動

### 未来編
入江正一が非73線を照射したことにより、ランボが撃った10年バズーカを避けることができず、10年後（正確には9年と10ヵ月後）に飛ばされる（この時、10年後のリボーンは現代には現れていない。ラル・ミルチによると、10年後の彼は死亡している）。
10年後の世界では、屋外にアルコバレーノに有害な非73線が照射されているため、ジャンニーニの作った特殊なスーツを着なければならず、バリアのあるアジトから出ることができずにいる。
現代のツナたちと再会後は、ミルフィオーレ日本支部への突入作戦に備えて山本武の家庭教師として指導、時雨蒼燕流特式十の型燕特攻の完成を手助けし、特訓前の約束どおり山本にアルコバレーノの秘密を教えている。本作戦時もボンゴレファミリー日本支部から出ることはないが、ツナのレシーバーに内蔵された映写機から投影された3次元映像として、ツナをサポートしている。
白蘭からチョイスの開催を言い渡された後は、ディーノとスクアーロと共にツナたちを指導。チョイス戦では非73線対策がされている基地ユニットの中に入りツナたちに同行、観覧席でツナたちと真6弔花の勝負を見届ける。
チョイスに敗北し、バトルフィールドから脱出後は、ジャンニーニによる新しい非73対策カバーによって、ボンゴレ基地の外に出られるようになる。ユニを守るために逃げ込んだ川平不動産でトリカブトの奇襲を受け、戦いに参戦。
その後、森へと移動、ユニからここが最終決戦の場となることを聞かされ、作戦を考案。γにユニの気持ちを組むよう諭し、決戦では離れた場所からツナたちの戦いを見届ける。
ツナと白蘭との戦いによって発生した73の共鳴による引力によって、ツナたちの下へと引き寄せられてしまったユニを追って戦いの場へと赴き、気絶したツナを鼓舞して目覚めさせる。戦いが終結した後、ユニによって復活したアルコバレーノたちと共にマーレリングの力を封印し、この時代で共に戦った10年後の仲間たちの記憶を現代の仲間たちに伝え、ツナたちと元の世界へと帰還する。

#### アルコバレーノ編
ツナたちとともに、一時的に10年前に帰還。「アルコバレーノの印」を得ることを必要とするツナに他のアルコバレーノの情報を教えるが、自身もアルコバレーノであるために、詳しくは教えていない。
その後、ツナに第6の試練「ボス力」を与える。必殺技は『カオスショット』。ツナたちはリボーンの試練をクリアできなかった。その後、覚悟を決めた守護者たちから再戦を申し込まれるが、第7の試練でツナの決意を感じ取り、自身の「アルコバレーノの印」を与えた。

#### I世ファミリー編
チョイス戦の後、白蘭と真6弔花に対抗するためにはツナたちのさらなるパワーアップが必要と考え、ユニと共に初代ボンゴレファミリーの認定試験を発案。ツナたちと共に過去へと戻り、他のアルコバレーノたちの力を借りてボンゴレリングから初代ファミリーたちの意識を実体化させることに成功する。
認定試験が始まり、ユニにアリアから預かった大空のおしゃぶりを渡した後、守護者への指導では了平の家庭教師を担当し、たびたび笹川家に訪れていた。霧の認定試験では、デイモンの幻影を打ち破るためにアルコバレーノたちを集めて、ツナたちの援護をした。

### 継承式編
継承式の数日前に転校してきたシモンファミリーに疑問を抱き調査、彼らとの合同警護の際、実力を見極める。
継承式で、ツナたちはシモンファミリーによってボンゴレリングを砕かれ敗北し、ボンゴレI世の血「罰」を使ってタルボにバージョンアップさせたボンゴレリングをボンゴレギアへと生まれ変わらせるため、ツナたちに仲間を助け出す思いを引き出させ、最大限の覚悟の炎を点させたことにより、ボンゴレギアを完成させた。
シモン本拠地での戦いでは、9代目の命によりリボーンは手を出さずに、ツナたちを見守る。
シモンとの戦いの中で、彼らの誇りと戦い方に矛盾を感じたリボーンは、この戦いに黒幕がいることに勘付く。デイモンと山本の戦いの後、炎真の言葉の真偽についてツナに問い掛け、ツナの覚悟を確認した。

### 虹の呪い編
復讐者の透明なおしゃぶりのことを伝えるため、アルコバレーノ全員にそれぞれの一部分が欠けた手紙を送る。その後、鉄の帽子の男に虹の代理戦争の話を持ち掛けられ、当初は断ろうとするものの、結局はツナの成長を促すために引き受ける。リボーンチームの代理はツナ、獄寺、山本、了平、ディーノ。途中からクロームも加わる。
代理戦争では、尾道から受け取ったアルコバレーノウォッチを使って計三分間だけだが元の姿に戻り、ツナを教育・援護（ただし、ツナは元の姿に戻ったリボーンだと気づいていない）。ツナが勝利し、敵（バミューダ・フォン・ヴェッケンシュタインやチェッカーフェイス）とも和解、姿こそ元には戻らなかったが呪いは解け、以降もツナの家庭教師を続けることを決意した。

## 技・使用武器など
死ぬ気弾
ボンゴレファミリー#死ぬ気弾を参照。
小言弾
家庭教師ヒットマンREBORN!#小言弾を参照。
絶対魔拳
家庭教師ヒットマンREBORN!#絶対魔拳を参照。
カオスショット
リボーンの必殺技、アニメのアルコバレーノ編では光弾が枝分かれする技、虹の代理戦争では、地面に放った弾丸を相手の頚動脈に下から当てる技となっている。